# Фаб Мело
Фабрицио Мело (порт. Fabricio Melo; Жуиз де Фора, 20. јун 1990 — Жуиз де Фора, 11. фебруар 2017) био је бразилски кошаркаш. Играо је на позицији центра.

## Биографија
Мело је након средње школе две године провео на универзитету Сиракјуз. У својој другој сезони је стекао репутацију сјајног дефанзивца и проглашен је за најбољег одбрамбеног играча у Биг Ист конференцији. Након тога је одлучио да прескочи последњег две године студија и да изађе на НБА драфт 2012. године.
Бирали су га Бостон селтикси са 22. позиције. За ту екипу одиграо је само шест мечева, а потом је прекомандован у развојну НБА лигу. Тамо је пружао добре партије, па је изабран у најбољи тим рукија, а потом и у најбољу дефанзивну екипу. Ипак, 2014. након што је трејдован у Мемфис, а потом и Далас, где није могао да се избори за место у тиму, одлучио је да се врати у Бразил. У домовини је играо за екипу Сорокабана, а потом за Бразилију, за коју је потписао крајем новембра 2016. године.
Изненада је преминуо у сну 11. фебруара 2017. године у својој породичној кући у Жуиз де Фори.